# الطازج
مطاعم الطازج هي سلسلة مطاعم وجبات سريعة سعودية تعتمد على تقديم الدجاج كوجبة أساسية للأكل، مع وجود بعض أنواع الأخرى من الوجبات، إضافة إلى المكملات المعروفة في مطاعم الوجبات السريعة الأخرى مثل البطاطس، والمشروبات الغازية، افتتح أول مطعم لسلسلة مطاعم الطازج بمدينة مكة المكرمة عام ١٩٨٩م بشارع العزيزية العام.
لشركة الطازج عدّة فروع في مجموعة من الدول هي: السعودية، والمغرب، والأردن .